# Земляки (фільм, 1974)
«Земляки» (рос. «Земляки») — радянський художній фільм 1974 року, драма режисера Валентина Виноградова, за мотивами повісті Василя Шукшина «Брат мій …»

## Сюжет
Іван Громов отримує телеграму про те, що його батько при смерті. Він повертається з міста, де прожив багато років, в рідне село. На похорон Іван не встигає і приїжджає в спорожнілий рідний дім. Івана зустрічає молодший брат Семен, який розповідає йому про своє життя і те, що давно і безнадійно закоханий в сусідку Валентину. Красуня жене геть усіх залицяльників, але їй несподівано сподобався городянин, між Валентиною та Іваном виникає любовний зв'язок. У селі це неможливо приховати від оточуючих — жінка стає винуватицею сварки братів.

## У ролях
- Михайло Глузський —  дід Миколи
- Сергій Никоненко —  Семен Громов
- Володимир Заманський —  секретар райкому
- Михайло Кокшенов —  Микола
- Галина Ненашева —  Валентина Ковальова
- Леонід Неведомський —  Іван Громов
- Олена Вольська —  буфетниця
- Леонід Іудова —  батько Валі
- Геннадій Юхтін —  Дев'ятов
- Олександра Денисова —  бабуся

## Знімальна група
- Режисер: Валентин Виноградов
- Сценарист: Василь Шукшин, Валентин Виноградов
- Оператор: Роман Веселер
- Композитор: Володимир Комаров
- Художник: Ірина Шретер